# Servizio Informazioni Militare
El Servicio de Información Militar (en italiano: Servizio Informazioni Militare, o SIM) fue la organización de inteligencia militar del Ejército Real (Regio Esercito) del Reino de Italia (Regno d'Italia) de 1925 a 1944. Establecido por el dictador fascista Benito Mussolini, fue el equivalente italiano de la Abwehr alemana.
En los primeros años de la guerra, el SIM obtuvo importantes éxitos de inteligencia; entre sus logros más notables estuvo el descifrar el Código Negro de los Estados Unidos utilizado por el coronel Bonner Fellers para comunicar los planes para las operaciones militares británicas en el norte de África en 1942, lo que ayudó sustancialmente a las fuerzas del Eje en el teatro de operaciones durante la campaña en África del Norte.
El SIM era altamente eficiente y su desempeño fue favorable al de su homólogo alemán. El jefe de inteligencia de Bernard Montgomery, el brigadier Edgar Williams, comentó que los italianos «hicieron deducciones mucho más inteligentes a partir de la información recibida que los alemanes». Según el historiador Thaddeus Holt, el SIM era el servicio secreto de las potencias del Eje más competente a nivel técnico, y superaba con creces a cualquier otro servicio secreto en Europa fuera de la URSS.